# Matteo Porru
 (mai 2024).
La mise en forme du texte ne suit pas les recommandations de Wikipédia : il faut le « wikifier ».
Les points d'amélioration suivants sont les cas les plus fréquents. Le détail des points à revoir est peut-être précisé sur la page de discussion.
- Les titres sont pré-formatés par le logiciel. Ils ne sont ni en capitales, ni en gras.
- Le texte ne doit pas être écrit en capitales (les noms de famille non plus), ni en gras, ni en italique, ni en « petit »…
- Le gras n'est utilisé que pour surligner le titre de l'article dans l'introduction, une seule fois.
- L'italique est rarement utilisé : mots en langue étrangère, titres d'œuvres, noms de bateaux, etc.
- Les citations ne sont pas en italique mais en corps de texte normal. Elles sont entourées par des guillemets français : « et ».
- Les listes à puces sont à éviter, des paragraphes rédigés étant largement préférés. Les tableaux sont à réserver à la présentation de données structurées (résultats, etc.).
- Les appels de note de bas de page (petits chiffres en exposant, introduits par l'outil «  Source ») sont à placer entre la fin de phrase et le point final[comme ça].
- Les liens internes (vers d'autres articles de Wikipédia) sont à choisir avec parcimonie. Créez des liens vers des articles approfondissant le sujet. Les termes génériques sans rapport avec le sujet sont à éviter, ainsi que les répétitions de liens vers un même terme.
- Les liens externes sont à placer uniquement dans une section « Liens externes », à la fin de l'article. Ces liens sont à choisir avec parcimonie suivant les règles définies. Si un lien sert de source à l'article, son insertion dans le texte est à faire par les notes de bas de page.
- La présentation des références doit suivre les conventions bibliographiques. Il est recommandé d'utiliser les modèles {{Ouvrage}}, {{Chapitre}}, {{Article}}, {{Lien web}} et/ou {{Bibliographie}}. Le mode d'édition visuel peut mettre en forme automatiquement les références.
- Insérer une infobox (cadre d'informations à droite) n'est pas obligatoire pour parachever la mise en page.

Pour une aide détaillée, merci de consulter Aide:Wikification.
Si vous pensez que ces points ont été résolus, vous pouvez retirer ce bandeau et améliorer la mise en forme d'un autre article.
Œuvres principales
La douleur fait naitre l'hiver, Buchet Chastel, 2024
Matteo Porru, né à Rome le 21 février 2001, est un écrivain et un journaliste italien.

## Biographie
Il débute dans le monde de l'écriture à l'âge de seize ans, après avoir publié plusieurs nouvelles au format numérique. C'est une expérience de maladie survenue pendant son enfance et le fort désir de partager ses histoires avec les autres qui le conduisent à l'écriture, des faits qui l'amèneront à imprimer ses textes et à les distribuer tôt dans les rues les plus fréquentées de Cagliari.
En 2019, lors de sa dernière année au lycée G.M. Dettori de Cagliari, il remporte la section "Giovani" du Prix Campiello avec la nouvelle Talismani. La même année, avec Madre ombra, il reçoit le Prix Zingarelli et est finaliste des Prix Cambosu et Alziator.
Avec La douleur fait naitre l'hiver , son premier ouvrage publié chez Garzanti, il est finaliste du Prix Fiesole et remporte le Prix Libri a 180 gradi. Le roman, publié en France par Buchet Chastel, lui vaut le Grand Prix du Livre FIFAD. En 2024, Porru rejoint le jury du Prix Solinas et écrit la dramaturgie Cobalto pour le Teatro Stabile del Veneto.
Journaliste  depuis le 9 janvier 2024 et éditorialiste pour La Nuova Sardegna (et pour les journaux du groupe SAE, dont fait partie le quotidien sarde), il a étudié dans le cadre du programme de licence triennale en Philosophie, Études Internationales et Économiques à l'Université Ca' Foscari de Venise.
Il est directeur du Festival dell'Altrove, dédié à la mémoire de l'écrivain Giulio Angioni.
Sa vie est racontée dans le documentaire Matte, distribué en Italie par RaiPlay.

## Œuvres

### Roman
- The mission, Cagliari, La Zattera, 2017.
- Quando sarai grande, Cagliari, La Zattera, 2018.
- Madre ombra, Cagliari, La Zattera, 2019.
- Il dolore crea l’inverno, Milano, Garzanti, 2023.
  - La douleur fait naitre l'hiver, traduit de l'italien par Audrey Richaud, Paris, Buchet Chastel, 2024  (ISBN 978-2283038468)

### Essais
- Il tempo di nuovo in Quaderno Circolo Rosselli n. 1/2 XLII, Pisa, Pacini editore, 2021.
- Domani è un altro mondo, avec Bachisio Bandinu, Nuoro, Il Maestrale, 2024.

### Nouvelles
- Talismani, Venezia, Fondazione Il Campiello e Antiga Edizioni, 2019.
- Se viene il temporale, Circospetti ci muoviamo, Firenze, Effequ, 2021.
- Ma Nino aspetta, Cagliaritani per sempre, Roma, Edizioni della sera, 2022.
- La contorsione, I racconti della locanda, Varese, XY, 2022.

### Autres œuvres
- Dieci sabati, Nuoro, Focusardegna et Distretto Culturale del Nuorese, 2021.
- Custodire il fragile, Racconti di cura che curano, Ravenna, Clown Bianco edizioni, 2020.
- Piccoli grandi sindaci d'Italia: sogni, idee, passioni che hanno fatto la storia del '900, avec Gianni Giovannetti, Ferruccio De Bortoli e Antonio Decaro, Roma, SAE, 2023.

## Prix et distinctions
- 2024, Grand Prix du Livre de Montagne[1]
- 2025, Prix Une terre, Un ailleurs DLVAgglo[2]